# Alton Towers
Alton Towers is een attractiepark in het graafschap Staffordshire in Groot-Brittannië.
Alton Towers trekt jaarlijks ongeveer twee miljoen bezoekers, waarmee het na Legoland Windsor het meest bezochte attractiepark is in het Verenigd Koninkrijk. Ook in Europa behoort het attractiepark op de 13de plaats van meest bezochte attractieparken. Het park ligt noordelijk van het dorp Farley - ongeveer 26 km ten oosten van Stoke-on-Trent - op de grond van een deels vervallen neogotisch landhuis. Het park dankt zijn sfeer mede aan deze ruïnes. Daarnaast geniet het park bekendheid om enkele spectaculaire achtbanen, waaronder de drie B&M-achtbanen Galactica, Nemesis en Oblivion.

## Geschiedenis

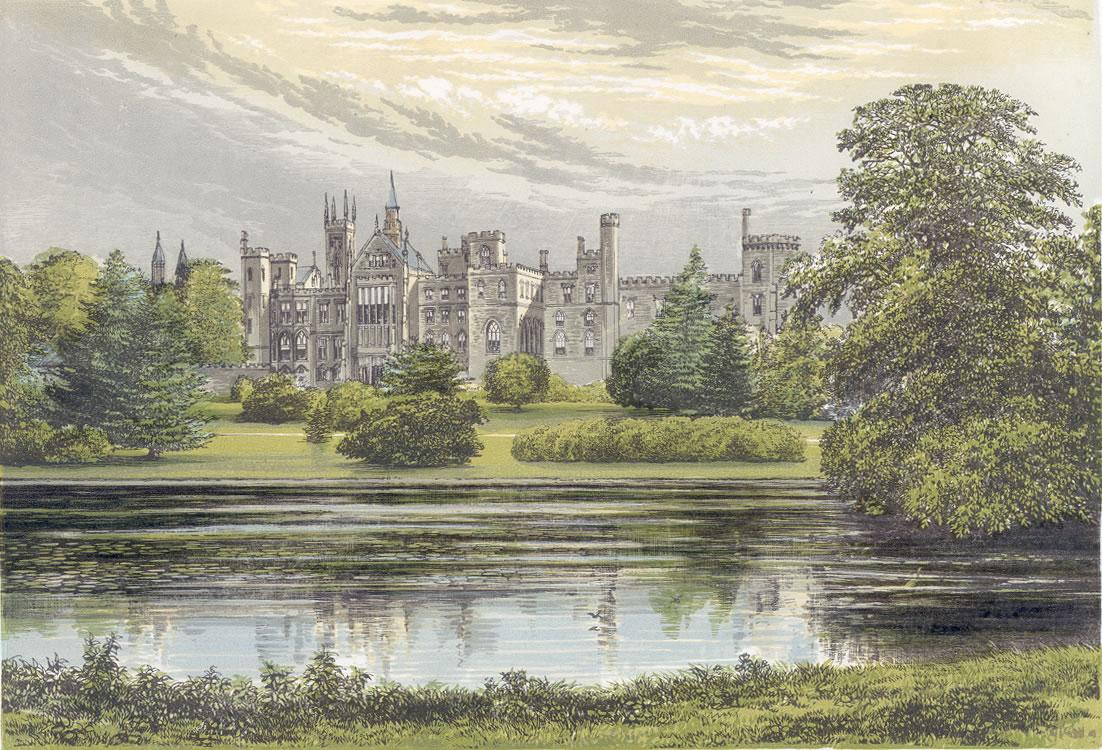
Alton Towers in 1880

In 1810 werd Alton Towers opgericht als tuin. In 1860 werd de tuin voor het eerst opengesteld voor het publiek. Dit was de basis voor het pretpark. In 1924 werd het doorverkocht aan een zakenman genaamd William Bagshaw. In datzelfde jaar werden de tuinen opgeknapt en opengesteld voor het publiek. Er kwamen veel bezoekers.
Tijdens de Tweede Wereldoorlog werd het landhuis ingericht voor het trainen van cadetten. Het werd pas weer vrijgegeven in 1951 en in 1952 opengesteld voor het publiek. In 1973 werd het park opgekocht door John Broome. In de jaren 70 werd begonnen met het plaatsen van verschillende attracties die we nu ook nog zien.
In 1990 kwam het park in handen van de Tussauds Group en werden er nog meer attracties in gebruik genomen. De Tussauds Group werd in 2007 overgenomen door Merlin Entertainments Group.

## Themagebieden

### Forbidden Valley
- Galactica - een stalen vliegende achtbaan
- The Blade - een schommelschip uit 1980
- Nemesis - een omgekeerde achtbaan

### The Towers
- Hex - the Legend of the Towers - een madhouse, dat zich bevindt in het kasteel, gebaseerd op een lokale legende

### Adventure Land
- Spinball Whizzer - een draaiende achtbaan van Maurer Söhne

### Cloud Cuckoo Land (Cred Street)
- Charlie and the Chocolate Factory™: The Ride (voorheen Toyland Tours) - een darkride door de wereld van Sjakie en de chocoladefabriek
- Gallopers Carousel - een draaimolen
- Driving School - een autocircuit voor kinderen

### X Sector
- Oblivion - een Diving Coaster van B&M met een duik van 60 meter die 90° verticaal de grond in duikt.
- Enterprise - een enterprise
- The Smiler - een stalen achtbaan met 14 inversies

### Gloomy Wood
- Duel - The Haunted House Strikes Back! - een interactieve darkride

### Katanga Canyon
- Congo River Rapids - een rapid river
- Runaway Mine Train - een elektrisch aangedreven achtbaan

### Mutiny Bay
- Marauder's Mayhem - een theekopjesattractie van Mack
- Battle Galleons - een Splash Battle
- Heave Ho - een Rockin' Tug van Zamperla
- Sharkbait Reef - een Sealife aquarium
- Wicker Man (Alton Towers) - een houten achtbaan van Great Coasters International

### Old MacDonald's Farmyard
- Old MacDonald's Tractor Ride - een tractorparcours
- Riverbank Eye-Spy - een gethematiseerde boottocht

### Storybook Land
- Squirrel Nutty Ride - Monorail

### Ug Land
- Rita - een door Intamin gebouwde lanceerachtbaan
- Soakasarus
- Thirteen - een door Intamin gebouwde achtbaan

## Achtbanen

### Huidige achtbanen
| Naam               | Openingsjaar | Type                    | Bouwer                       | Parkdeel         |
| ------------------ | ------------ | ----------------------- | ---------------------------- | ---------------- |
| Runaway Mine Train | 1992         | Gemotoriseerde achtbaan | MACK Rides                   | Katanga Canyon   |
| Nemesis            | 1994         | Omgekeerde achtbaan     | Bolliger & Mabillard         | Forbidden valley |
| Oblivion           | 1998         | Duikachtbaan            | Bolliger & Mabillard         | X-sector         |
| Galactica          | 2002         | Vliegende achtbaan      | Bolliger & Mabillard         | Forbidden valley |
| Spinball Whizzer   | 2004         | Draaiende achtbaan      | Maurer Söhne                 | Adventure Land   |
| Rita               | 2005         | Lanceerachtbaan         | Intamin AG                   | Ug land          |
| Thirteen           | 2010         | Stalen achtbaan         | Intamin AG                   | Ug Land          |
| The Smiler         | 2013         | Stalen achtbaan         | Gerstlauer                   | X-sector         |
| Wicker Man         | 2018         | Houten achtbaan         | Great Coasters International | Mutiny Bay       |

### Verdwenen achtbanen
Op één achtbaan na zijn alle verdwenen achtbanen elders terug heropgebouwd. Een overzicht:
| Naam                    | Type                      | Model                                | Jaren in park             | Nieuwe locatie                                                                                  | Constructeur      |
| ----------------------- | ------------------------- | ------------------------------------ | ------------------------- | ----------------------------------------------------------------------------------------------- | ----------------- |
| Corkscrew               | Stalen achtbaan           | Corkscrew with Bayerncurve (MK-1200) | 1980 - 2008               | Geen. Het deel met de kurkentrekkers staat nog als monument in het park.                        | Vekoma            |
| Mini Apple              | Stalen achtbaan           | Big Apple                            | 1982 - 1997               | Sinds 1998 in werking in Great Yarmouth Pleasure Beach, VK                                      | Pinfari           |
| Black Hole              | Stalen achtbaan           | Jet Star II                          | 1983 - 2006               | Staat sinds 2010 in het Zweedse park Furuvik                                                    | Anton Schwarzkopf |
| 4 Man Bob               | Stalen bobslee-achtbaan   | Four Man Bob                         | 1985 - 1990               | Na Alton Towers nog in 4 parken gestaan. Tegenwoordig SBNO in Loudoun Castle                    | Zierer            |
| Alton Mouse             | Stalen wildemuis-achtbaan | Wild Mouse                           | 1988 - 1991               | Sinds 1993 in Idlewild & SoakZone, VS                                                           | Vekoma            |
| Thunderlooper           | Stalen shuttle-achtbaan   | Shuttle Loop met vallend gewicht     | 1990 - 1996               | Sinds 1999 in het Braziliaanse Hopi Hari als Katapul                                            | Anton Schwarzkopf |
| Alton Beast / New Beast | Stalen achtbaan           | Jumbo Jet                            | 1988 - 1991 / 1992 - 1997 | Verhuisd naar het Mexicaanse Divertido (tot 2004) Sinds 2010 in het Colombiaanse Salitre magico | Anton Schwarzkopf |
| The Beastie             | Stalen achtbaan           | Super Dragon                         | 1983 - 2012               | Is nu eigendom van Walt Murphy en reist over de kermis als Dragon Challenge.                    | Pinfari           |

## Complex

### Hotels
Het gehele complex beschikt naast een attractiepark ook over twee hotels, het Alton Towers Hotel en het Splash Landings-hotel.
Het Alton Towers Hotel werd geopend in 1996 en is opgebouwd in klassieke Engelse stijl rond het fictieve personage Sir Algernon Alton.
Het Splash Landings Hotel werd geopend in 2003 en is daarmee het nieuwste van de twee hotels. Het hotel heeft een Caraïbisch thema. Het waterpark Cariba Creek maakt onderdeel uit van dit hotel. Een deel van de kamers, de bar en het restaurant kijken uit op het waterpark.
De hotels worden door middel van een monorail verbonden met het park.

### Waterpark
Bij het Splash Landings-hotel ligt het waterpark "Cariba Creek", gethematiseerd naar een tropische lagune. Het waterpark heeft een binnen- en een buitengedeelte en diverse baden en glijbanen, waaronder een master blaster. Het waterpark is zowel toegankelijk voor hotelgasten als andere bezoekers.

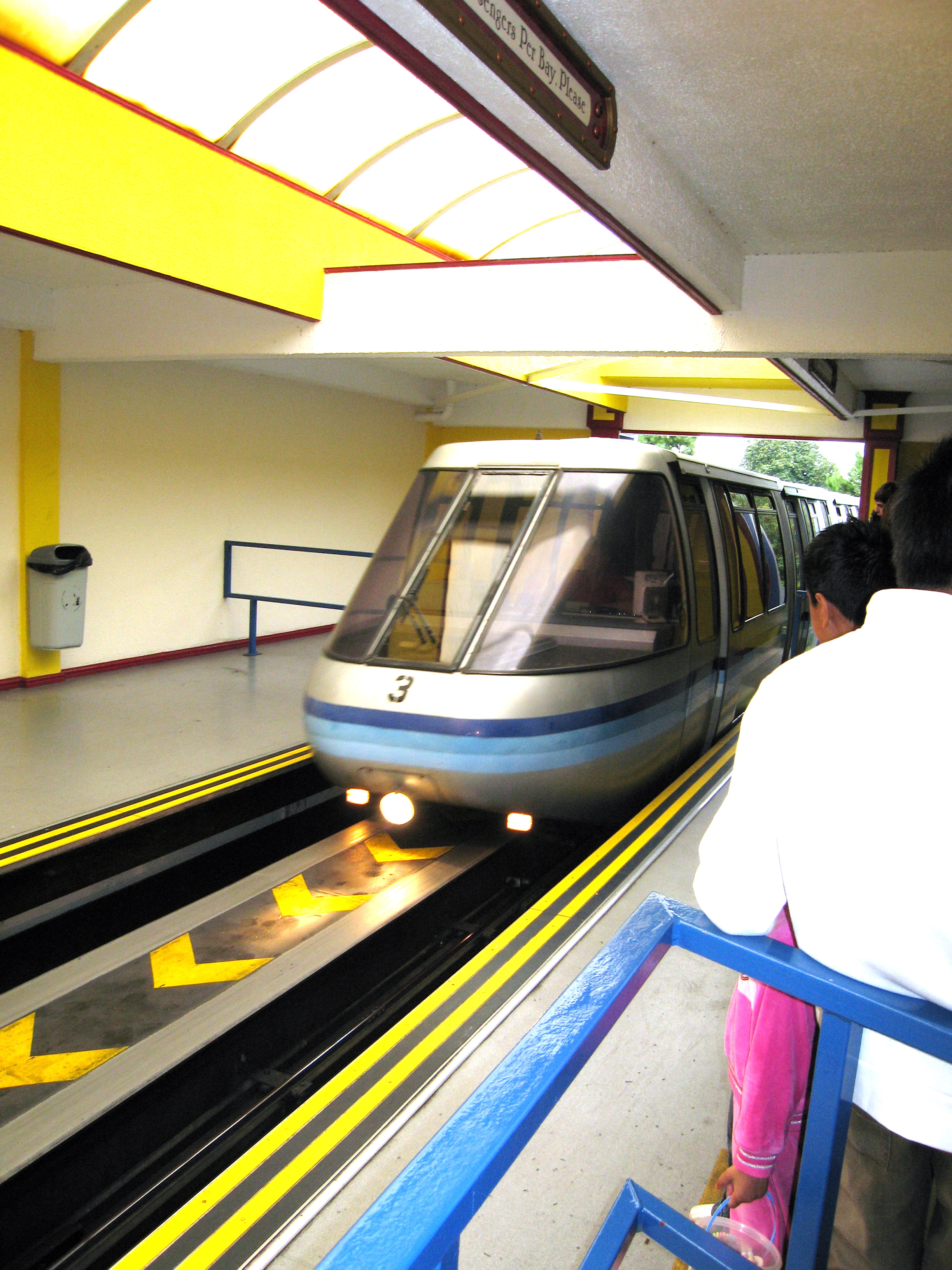
De monorail die het park verbindt met de parkeerplaatsen

### Extraordinary Golf
In 2007 opende het park vlak bij het Splash Landings Hotel het Extraordinary Golf, twee midgetgolfparcoursen van elk 9 holes. Alle holes zijn gethematiseerd naar attracties in het park, bijvoorbeeld naar de achtbaan Nemesis. De prijs voor het spelen van een van de parcoursen bedraagt £5; voor alle 18 holes betaalt met £6. Ook dit onderdeel is zowel voor hotelgasten als andere bezoekers toegankelijk.

### Conferentiecentrum
Tussen de twee hotels bevindt zich het Alton Towers Conference Centre. Dit conferentiecentrum is kort na het Splash Landings Hotel geopend en is via een looppad verbonden met de twee hotels.

### Monorail
De parkeerplaatsen worden door middel van een monorail verbonden met de hoofdingang en de tickethokjes. Dit monorailsysteem van het Zwitserse bedrijf Von Roll, is afkomstig van de wereldtentoonstelling Expo 86 die gehouden werd in de Canadese stad Vancouver en werd in 1987 aangelegd.